# Polen op de Olympische Winterspelen 2002
Tijdens de Olympische Winterspelen van 2002, die in Salt Lake City (Verenigde Staten) werden gehouden, nam Polen voor de negentiende keer deel.

## Medailleoverzicht
| Sport          | Olympiër    | Discipline                     | Medaille |
| -------------- | ----------- | ------------------------------ | -------- |
| Schansspringen | Adam Małysz | grote schans individueel (m)   | Zilver   |
| Schansspringen | Adam Małysz | normale schans individueel (m) | Brons    |

## Deelnemers en resultaten
(m) = mannen, (v) = vrouwen 

### Alpineskiën
| Olympiër               | Discipline | Resultaat | Prestatie                     |
| ---------------------- | ---------- | --------- | ----------------------------- |
| Andrzej Bachleda-Curuś | slalom (m) | 10e       | 1.44,65 (+3,59) — 51,43+53,22 |

### Biatlon
| Olympiër                                                            | Discipline                | Resultaat | Prestatie |
| ------------------------------------------------------------------- | ------------------------- | --------- | --- |
| Wojciech Kozub                                                      | 10 km sprint (m)          | 18e       | 26.31,9 (+1.40,6) pen.: 1 (0 + 1) |
| Wojciech Kozub                                                      | 12,5 km achtervolging (m) | 34e       | +3.53,2 pen.: 4 (2 + 2 + 0 + 0) |
| Wojciech Kozub                                                      | 20 km (m)                 | 69e       | 59.35,1 (+8.31,8) pen.: 5 (2 + 0 + 1 + 2) |
| Tomasz Sikora                                                       | 10 km sprint (m)          | 31e       | 26.59,3 (+2.08,0) pen.: 1 (0 + 1) |
| Tomasz Sikora                                                       | 12,5 km achtervolging (m) | 25e       | +2.55,4 pen.: 1 (0 + 0 + 0 + 1) |
| Tomasz Sikora                                                       | 20 km (m)                 | 46e       | 57.08,5 (+6.05,2) pen.: 4 (0 + 1 + 2 + 1) |
| Krzysztof Topór                                                     | 10 km sprint (m)          | 61e       | 28.02,2 (+3.10,9) pen.: 3 (1 + 2) |
| Krzysztof Topór                                                     | 20 km (m)                 | 74e       | 1:00.36,8 (+9.33,5) pen.: 6 (0 + 4 + 0 + 2) |
| Wiesław Ziemianin                                                   | 10 km sprint (m)          | 58e       | 27.47,0 (+2.55,7) pen.: 2 (0 + 2) |
| Wiesław Ziemianin                                                   | 12,5 km achtervolging (m) | 50e       | +6.11,1 pen.: 4 (0 + 3 + 1 + 0) |
| Wiesław Ziemianin                                                   | 20 km (m)                 | 30e       | 55.35,2 (+4.31,9) pen.: 1 (0 + 0 + 0 + 1) |
| Team Wiesław Ziemianin Wojciech Kozub Krzysztof Topór Tomasz Sikora | 4x7,5 km estafette (m)    | 9e        | 1:27.35,4 (+3.53,1) pen.: 1-7 22.58,0 pen.: 0-3 (0-0 + 0-3) 21.49,3 pen.: 1-3 (1-3 + 0-0) 21.26,3 pen.: 0-0 (0-0 + 0-0) 21.21,8 pen.: 0-1 (0-0 + 0-1) |
|                                                                     |                           |           | |
| Anna Stera-Kustusz                                                  | 7,5 km sprint (v)         | 43e       | 23.24,6 (+2.43,2) pen.: 0 (0 + 0) |
| Anna Stera-Kustusz                                                  | 10 km achtervolging (v)   | 43e       | +5.51,6 pen.: 4 (0 + 1 + 2 + 1) |
| Anna Stera-Kustusz                                                  | 15 km (v)                 | 54e       | 54.47,1 (+7.18,0) pen.: 4 (2 + 1 + 0 + 1) |

### Bobsleeën
| Olympiër                                                | Discipline            | Resultaat | Prestatie                                       |
| ------------------------------------------------------- | --------------------- | --------- | ----------------------------------------------- |
| Tomasz Żyła Dawid Kupczyk Krzysztof Sieńko Tomasz Gatka | 4-mansbob (m) Polen I | 18e       | 3.10,73 (+3,22) (47,22 / 47,48 / 47,93 / 48,10) |

### Kunstrijden
| Olympiër                          | Discipline | Resultaat | Prestatie                                                 |
| --------------------------------- | ---------- | --------- | --------------------------------------------------------- |
| Dorota Zagórska Mariusz Siudek    | paarrijden | 7e        | 11,0 p. (korte kür: 8 - lange kür: 7)                     |
| Sylwia Nowak Sebastian Kolasiński | ijsdansen  | 13e       | 26,0 p. (verpl.1: 13 - verpl.2: 13 - org.: 13 - vrij: 13) |

### Langlaufen
| Olympiër        | Discipline                    | Resultaat | Prestatie                                                        |
| --------------- | ----------------------------- | --------- | ---------------------------------------------------------------- |
| Janusz Krężelok | sprint (m)                    | 9e        | dnq, hf 2 (5e): 3.00,6, kf 4 (3e): 3.00,7, kwal.:2.50,67 (+0,60) |
| Janusz Krężelok | achtervolging 10 km+10 km (m) | 32e       | +1.48,4 (klassiek:27.14,6 + vrije stijl:24.23,3)                 |

### Schaatsen
| Olympiër           | Discipline   | Resultaat | Prestatie                     |
| ------------------ | ------------ | --------- | ----------------------------- |
| Paweł Abratkiewicz | 500 m (m)    | 16e       | 1.10,44 (+1,21) — 35,40+35,04 |
| Paweł Abratkiewicz | 1000 m (m)   | 29e       | 1.10,21 (+3,03)               |
| Tomasz Świst       | 500 m (m)    | 22e       | 1.11,27 (+2,04) — 35,72+35,55 |
| Tomasz Świst       | 1000 m (m)   | 21e       | 1.09,48 (+2,30)               |
| Paweł Zygmunt      | 5000 m (m)   | 14e       | 6.29,71 (+15,05)              |
| Paweł Zygmunt      | 10.000 m (m) | 14e       | 13.35,50 (+36,58)             |
|                    |              |           |                               |
| Katarzyna Wójcicka | 1500 m (v)   | 26e       | 2.00,59 (+6,57)               |
| Katarzyna Wójcicka | 3000 m (v)   | 26e       | 4.19,10 (+21,40)              |

### Schansspringen
| Olympiër                                                       | Discipline              | Resultaat | Prestatie |
| -------------------------------------------------------------- | ----------------------- | --------- | --- |
| Adam Małysz                                                    | normale schans ind. (m) | Brons     | 263,0 p. — 129,5 p. (98,5 m) + 133,5 p. (98,0 m) kwalificatie volgens wereldbekerranglijst: 98,5 p. (128,0 m)                                                             |
| Adam Małysz                                                    | grote schans ind. (m)   | Zilver    | 269,7 p. — 137,3 p. (131,0 m) + 132,4 p. (128,0 m) kwalificatie volgens wereldbekerranglijst: 123,5 p. (120,8 m)                                                          |
| Robert Mateja                                                  | normale schans ind. (m) | 37e       | 104,5 p. — 104,5 p. (85,5 m) + dnq kwalificatie 10e — 90,0 p. (115,5 m)                                                                                                   |
| Robert Mateja                                                  | grote schans ind. (m)   | 29e       | 202,2 p. — 108,6 p. (117,0 m) + 93,6 p. (109,5 m) kwalificatie 5e — 118,0 p. (111,4 m)                                                                                    |
| Tomasz Pochwała                                                | normale schans ind. (m) | 40e       | 102,0 p. — 102,0 p. (85,0 m) + dnq kwalificatie 22e — 88,0 p. (108,5 m)                                                                                                   |
| Tomasz Pochwała                                                | grote schans ind. (m)   | 43e       | 93,9 p. — 93,9 p. (110,5 m) + dnq kwalificatie 26e — 110,5 p. (94,4 m) |
| Wojciech Skupień                                               | normale schans ind. (m) | 42e       | 98,0 p. — 98,0 p. (83,5 m) + dnq kwalificatie 31e — 83,0 p. (97,0 m) |
| Tomisław Tajner                                                | grote schans ind. (m)   | 39e       | 98,4 p. — 98,4 p. (113,0 m) + dnq kwalificatie 18e — 112,5 p. (98,0 m) |
| Team Robert Mateja Tomisław Tajner Tomasz Pochwała Adam Małysz | grote schans team (m)   | 6e        | 848,1 punten 104,1 p. (114,5 m) + 87,3 p. (106,0 m) 90,2 p. (109,0 m) + 93,1 p. (109,5 m) 108,6 p. (117,0 m) + 109,8 p. (118,5 m) 132,3 p. (128,5 m) + 122,7 p. (124,0 m) |

### Shorttrack
| Olympiër             | Discipline | Resultaat | Prestatie                |
| -------------------- | ---------- | --------- | ------------------------ |
| Krystian Zdrojkowski | 500 m (m)  | 27e       | dnq, vr 6 (4e): 44,117   |
| Krystian Zdrojkowski | 1000 m (m) | 19e       | dnq, vr 4 (3e): 1.30,026 |
| Krystian Zdrojkowski | 1500 m (m) | 25e       | dnq, vr 4 (5e): 2.23,015 |

### Snowboarden
| Olympiër           | Discipline                   | Resultaat | Prestatie |
| ------------------ | ---------------------------- | --------- | --- |
| Marek Sąsiadek     | halfpipe (m)                 | 17e       | dnq kwal. 1: 18,8 kwal. 2:34,0 |
| Jagna Marczułajtis | parallel- reuzen- slalom (v) | 4e        | 42,39 (+0,95) kwalificatie: 42,39 (9e) ronde 1: wint van Dagmar Mair unter der Eggen, ITA (-0.62)(+0.01) -0.61 kwartfinale: wint van Maria Kirchgasser, AUT (-dq)(+2.07) halve finale: verliest van Isabelle Blanc, FRA (+0.03)(dq) bronzen finale: verliest van Lidia Trettel, ITA (-0.17)(dq) |

Amerikaanse Maagdeneilanden · Andorra · Argentinië · Armenië · Australië · Azerbeidzjan · België · Bermuda · Bosnië en Herzegovina · Brazilië · Bulgarije · Canada · Chili · China · Chinees Taipei · Costa Rica · Cyprus · Denemarken · Duitsland · Estland · Fiji · Finland · Frankrijk · Georgië · Griekenland · Groot-Brittannië · Hongarije · Hongkong · Ierland · IJsland · India · Iran · Israël · Italië · Jamaica · Japan · Joegoslavië · Kameroen · Kazachstan · Kenia · Kirgizië · Kroatië · Letland · Libanon · Liechtenstein · Litouwen · Macedonië · Mexico · Moldavië · Monaco · Mongolië · Nederland · Nepal · Nieuw-Zeeland · Noorwegen · Oekraïne · Oezbekistan · Oostenrijk · Polen · Roemenië · Rusland · San Marino · Slovenië · Slowakije · Spanje · Tadzjikistan · Thailand · Trinidad en Tobago · Tsjechië · Turkije · Venezuela · Verenigde Staten · Wit-Rusland · Zuid-Afrika · Zuid-Korea · Zweden · Zwitserland

Uitgesloten van deelname: Puerto Rico